# Agenzia Nazionale per la Sicurezza delle Ferrovie
L'ANSF - Agenzia Nazionale per la Sicurezza delle Ferrovie est une agence publique indépendante italienne qui supervise la sécurité du système ferroviaire du pays. Son siège social se trouve à Florence, dans le complexe de la gare de Florence-Santa-Maria-Novella.
Sa mission est de superviser l'application des règles de sécurité sur tout matériel roulant, la délivrance des autorisations, certifications et agréments de ces unités aux entreprises et gestionnaires d'infrastructures ferroviaires opérant en Italie.

## Histoire
L'agence a été créée à la suite du décret n°162 du 10 août 2007 qui transpose la directive européenne 2004/49/CE relative à la sécurité des chemins de fer des pays de la Communauté Européenne. Cet organisme public est devenu opérationnel au début de l'été 2008 . 
L'ANSF permet de rassembler, dans un seul organisme indépendant, les compétences en matière de sécurité qui ont été exercées pendant la phase de transition par les bureaux du Ministère des Infrastructures et des Transports et par Rete Ferroviaria Italiana SpA - RFI. Le Ministère des Infrastructures et des Transports conserve, par contre, la responsabilité de la supervision et du contrôle. 
Les principales fonctions sont la délivrance du « certificat de sécurité ferroviaire » (CESIFER), aux entreprises de transport souhaitant utiliser le réseau ferroviaire italien, garantissant la validité de leur SGS (Système de Gestion de la Sécurité) et l'homologation du matériel neuf italien ou importé, AMIS (Autorisation de Mise en Service), pour permettre une circulation conformément aux normes de sécurité.
L'agence utilise des vérificateurs indépendants ou VIS, l'équivalent des Independent Safety Assessors. Leur fonction est réglementée par le décret loi n° 162 du 10/08/2007. Trois organismes vérificateurs ont été agréés en attendant la définition des modalités de qualification des vérificateurs de sécurité indépendants : Rina, Bureau Veritas et Italcertifer. En 2016, il y avait en Italie 6 VIS agréés. 
L'agence n'a aucune compétences sur les autres systèmes de transport ferroviaire : métros, tramways, etc.. 
Avec l'entrée en vigueur du décret du Ministère des Infrastructures et des Transports du 5 août 2016, les pouvoirs de l'agence sont étendus aux chemins de fer régionaux interconnectés au réseau RFI répertoriés dans le décret. 
L'organigramme est défini par un arrêté du Président de la République italienne sur proposition du Ministre des Infrastructures et des Transports, en concertation avec le Ministre de l'Économie et des Finances et le Dipartimento della funzione pubblica - Ministre pour la Simplification et de l'Administration Publique, après une délibération du Conseil des Ministres, et la validation par le Conseil d'État . 
À la suite d'un accident ferroviaire grave, l'agence peut être missionnée pour effectuer des enquêtes et inspections techniques. Cependant, le véritable organisme d'enquête est la Direction Générale des Enquêtes Ferroviaires placée sous l'autorité de Ministère des Infrastructures et des Transports. Contrairement aux enquêtes menées par la Direction Générale des Enquêtes Ferroviaires, l'Agence Nationale de la Sécurité Ferroviaire n'est pas tenue de publier ni l'état d'avancement ni les résultats de ses enquêtes, sauf à la demande des autorités judiciaires.
La fusion de l'ANSF dans la nouvelle Agence Nationale de la Sécurité Ferroviaire et des Infrastructures Routières et Autoroutières ANSFISA est officielle à partir du 1er décembre 2018, depuis la parution du décret ministériel.